# Somontano de Barbastro
Somontano de Barbastro (Semontano de Balbastro em aragonês) é uma comarca aragonesa situada no centro-leste da provincia de Huesca (Espanha).

## Municípios
A comarca compreende os seguintes municípios: Abiego, Adahuesca, Alquézar, Azara, Azlor, Barbastro, Barbuñales, Berbegal, Bierge, Castejón del Puente, Castillazuelo, Colungo, Estada, Estadilla, El Grado, Hoz y Costean, Ilche, Laluenga, Laperdiguera, Lascellas-Ponzano, Naval, Olvena, Peralta de Alcofea, Peraltilla, Pozán de Vero, Salas Altas, Salas Bajas, Santa María de Dulcis e Torres de Alcanadre.

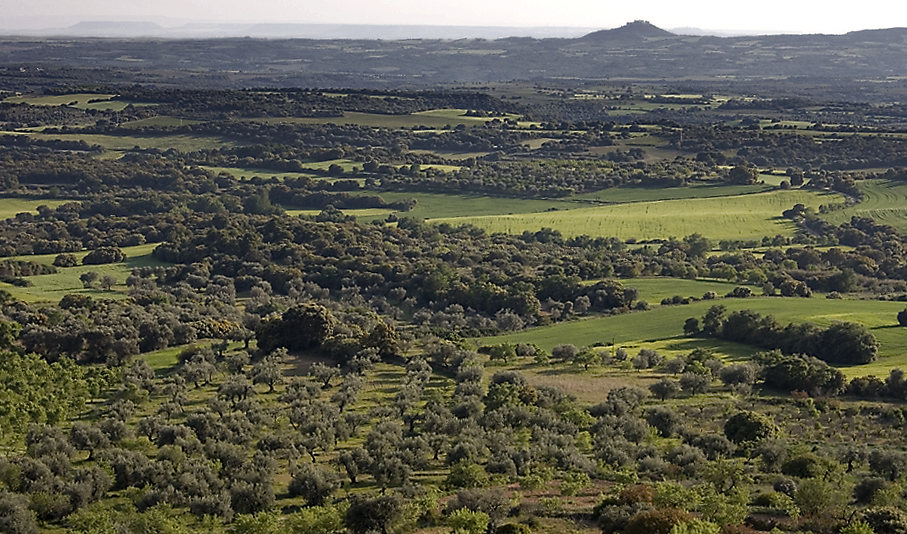
Somontano

## Geografia
Os rios mais importantes que atravessam a comarca são o Alcanadre, o Cinca, o Ésera e o Vero. Limita ao norte com as comarcas de Sobrarbe e Alto Gállego, a leste com a Ribagorza e la Litera, a sudeste com Cinca Medio, ao sul com los Monegros e a oeste com a Hoya de Huesca.

## História
A lei de criação da comarca é a 4/2002 de 25 de março de 2002.

## Economia
Sua economia se baseia na indústria de alimentação, construção e química em Barbastro e a agricultura e pecuária nas demais localidades. Na agricultura, destacam-se os cultivos de cereais e vinhos.

## Território e população
| Nº | Município              | Extensão (km²) | % do total | Habitantes (2006) | % do total | Altitude (metros) | Aldeias                                                      |
| -- | ---------------------- | -------------- | ---------- | ----------------- | ---------- | ----------------- | ------------------------------------------------------------ |
| 1  | Abiego                 | 38,2           | 3,3        | 288               | 1,2        | 539               | Alberuela de la Liena.                                       |
| 2  | Adahuesca              | 52,5           | 4,6        | 169               | 0,7        | 616               |                                                              |
| 3  | Alquézar               | 32,4           | 2,8        | 313               | 1,3        | 660               | Radiquero.                                                   |
| 4  | Azara                  | 14,5           | 1,3        | 191               | 0,8        | 429               |                                                              |
| 5  | Azlor                  | 15,9           | 1,4        | 144               | 0,6        | 496               |                                                              |
| 6  | Barbastro              | 107,6          | 9,3        | 16.802            | 68,4       | 341               | Burceat, Cregenzán.                                          |
| 7  | Barbuñales             | 18,7           | 1,6        | 110               | 0,5        | 468               |                                                              |
| 8  | Berbegal               | 49,0           | 4,3        | 465               | 2,0        | 512               |                                                              |
| 9  | Bierge                 | 145,0          | 12,6       | 239               | 1,0        | 598               | Las Almunias, Morrano, Rodellar, San Román, Yaso.            |
| 10 | Castejón del Puente    | 25,4           | 2,2        | 433               | 1,9        | 382               |                                                              |
| 11 | Castillazuelo          | 15,3           | 1,3        | 223               | 1,0        | 368               |                                                              |
| 12 | Colungo                | 40,6           | 3,5        | 140               | 0,6        | 609               | Asque.                                                       |
| 13 | Estada                 | 15,9           | 1,4        | 231               | 1,0        | 382               |                                                              |
| 14 | Estadilla              | 46,8           | 4,1        | 877               | 3,8        | 450               |                                                              |
| 15 | Grado (El)             | 63,8           | 5,5        | 497               | 2,1        | 467               | Artasona, Coscojuela de Fantova, El Tozal, Enate.            |
| 16 | Hoz y Costeán          | 57,5           | 5,0        | 223               | 1,0        | 504               | Costeán, Guardia, Hoz de Barbastro, Montesa, Salinas de Hoz. |
| 17 | Ilche                  | 63,7           | 5,5        | 275               | 1,2        | 320               | Fornillos de Ilche, Monesma, Morilla, Odina, Permisán.       |
| 18 | Laluenga               | 36,5           | 3,2        | 244               | 1,1        | 479               |                                                              |
| 19 | Laperdiguera           | 11,3           | 1,0        | 101               | 0,4        | 462               |                                                              |
| 20 | Lascellas-Ponzano      | 27,3           | 2,4        | 162               | 0,7        | 533               | Ponzano.                                                     |
| 21 | Naval                  | 47,3           | 4,1        | 296               | 1,3        | 637               | Mipanas.                                                     |
| 22 | Olvena                 | 15,9           | 1,4        | 65                | 0,3        | 522               |                                                              |
| 23 | Peralta de Alcofea     | 116,1          | 10,1       | 654               | 2,8        | 402               | El Tormillo, Lagunarrota.                                    |
| 24 | Peraltilla             | 16,2           | 1,4        | 181               | 0,8        | 429               |                                                              |
| 25 | Pozán de Vero          | 14,8           | 1,3        | 256               | 1,1        | 408               |                                                              |
| 26 | Salas Altas            | 20,7           | 1,8        | 330               | 1,4        | 513               |                                                              |
| 27 | Salas Bajas            | 12,9           | 1,1        | 144               | 0,6        | 460               |                                                              |
| 28 | Santa María de Dulcis  | 27,2           | 2,4        | 211               | 0,9        | 522               | Buera, Huerta de Vero.                                       |
| 29 | Torres de Alcanadre    | 17,6           | 1,5        | 122               | 0,5        | 340               | Lacuadrada.                                                  |
| #  | Somontano de Barbastro | 1.166,6        | 100,0      | 23.464            | 100,0      | -                 |                                                              |